# Tsing Yi
Tsing Yi – wyspa w Hongkongu położona na północny zachód od wyspy Hongkong. Jej powierzchnia wynosi 10,67 km².
Wyspa powstała z połączenia dwóch wysp, Nga Ying Chau i Chau Tsai, a w następstwie tego procesu przestały istnieć trzy zatoki i przystanie: Tsing Yi Tong, Mun Tsai Tong oraz Zatoka Tsing Yi. Tsing Yi należy do dzielnicy Kwai Tsing.